# Cittadella
Cittadella (en vènet: Sitadeła) és una ciutat de 20.000 habitants de la regió del Vèneto, Itàlia. La ciutat es troba a la plana entre el golf de Venècia i els Alps, a la província de Pàdua, a uns 15 quilòmetres al sud-oest del riu Brenta. Té una esplèndida muralla medieval que ha estat restaurada i fa 1,461 m de circumferència amb un diàmetre d'uns 450 m i hi ha quatre portes que corresponen aproximadament als punts de la brúixola.

## Fills il·lustres
- Francesco Navarrini (1855-1923) cantant (baix).

## Història

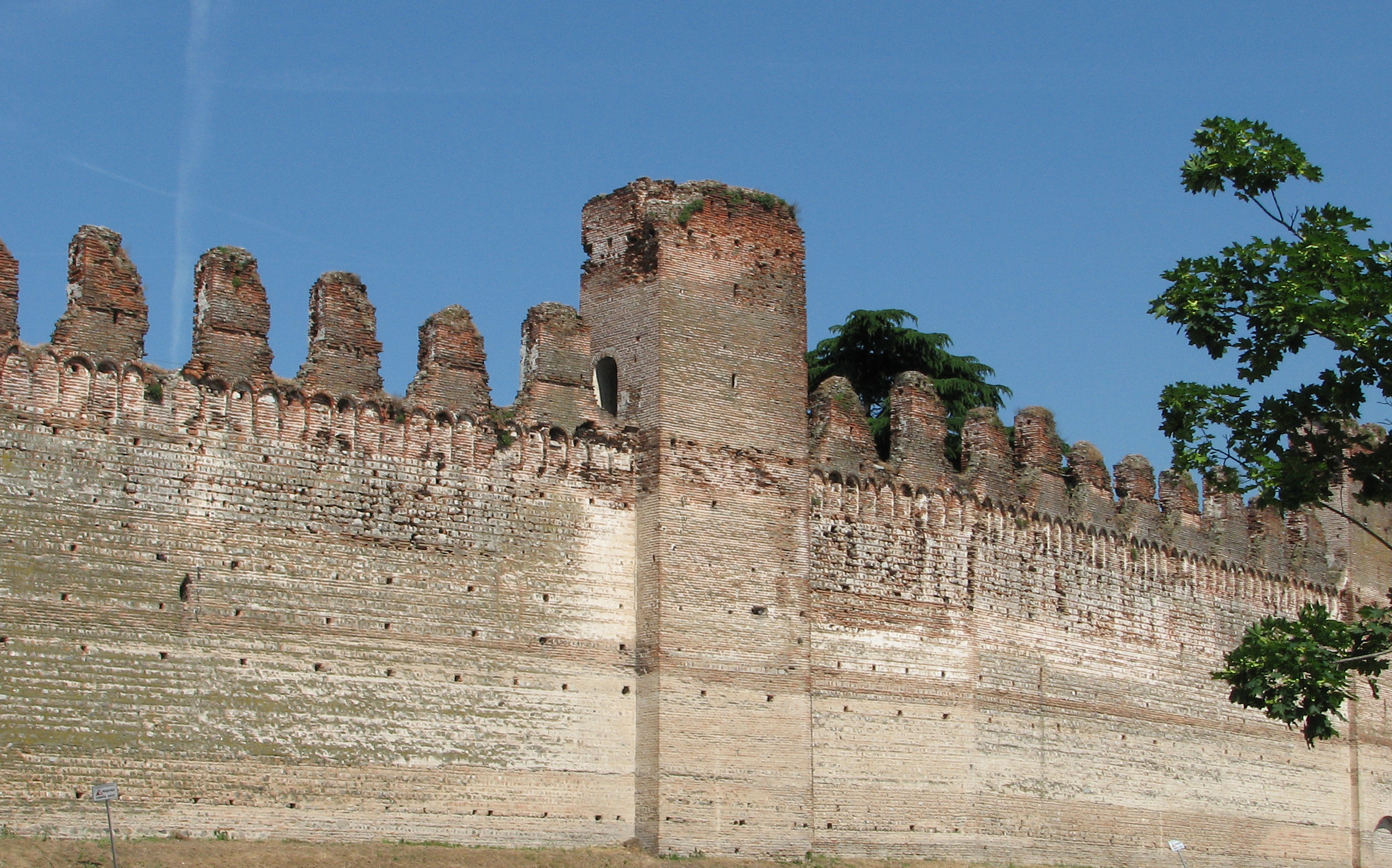
La muralla de Cittadella

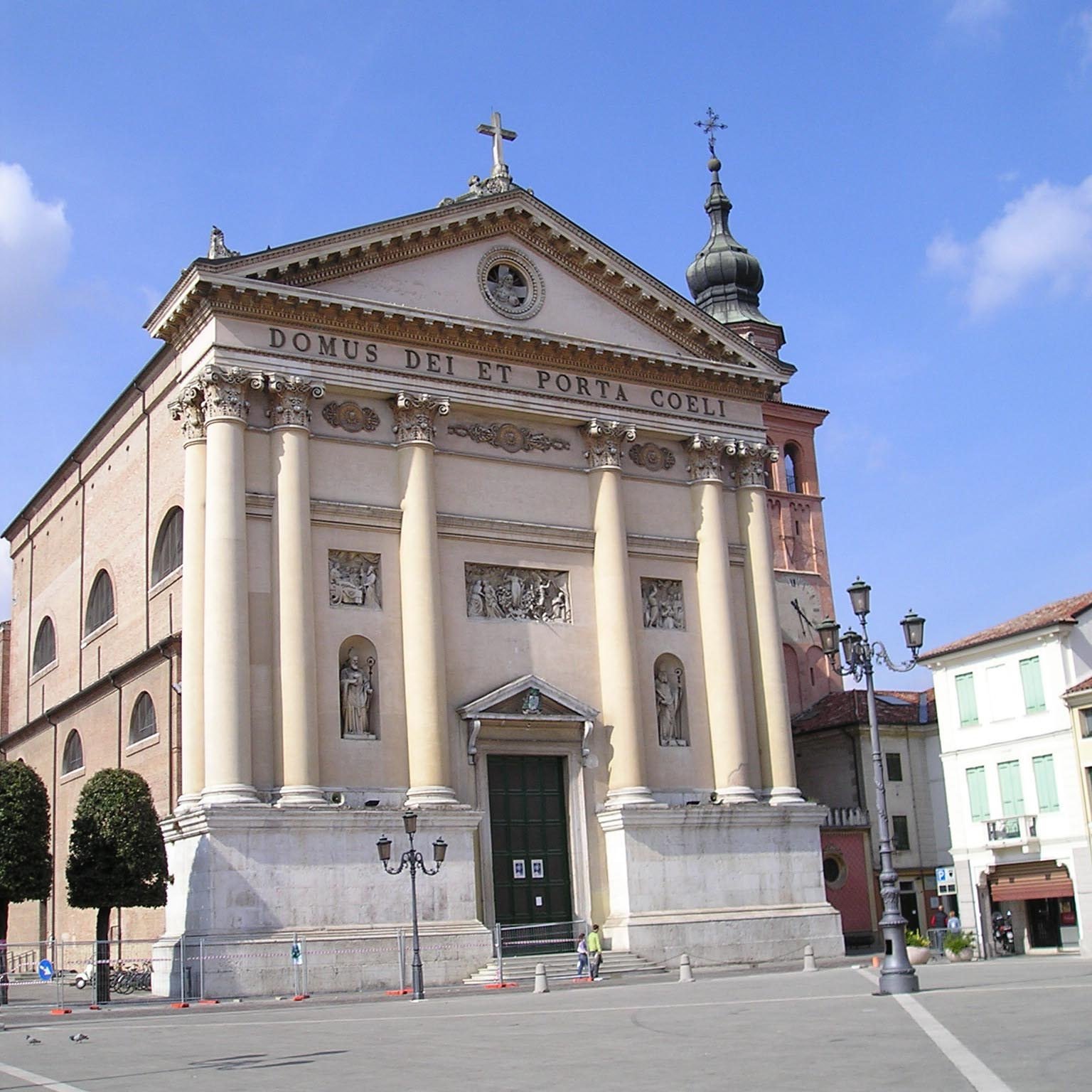
La catedral de Cittadella

Cittadella va ser erigida l'any 1220, en el moment de les guerres entre els municipis, per ordre de la ciutat de Pàdua, per tal de construir una base fortificada per defensar el seu territori.
Va ser construït en fases successives amb una forma poligonal en els eixos ortogonals amb la construcció de 32 torres grans i petites, amb la formació d'un fossat de protecció i amb quatre ponts llevadissos al costat de les quatre portes d'entrada.
Les seves parets, de 14 a 16 metres d'alçada, van ser construïdes amb la "caixa de maçoneria": dos murs paral·lels plens d'una base sòlida de pedres calentes i calç apagada per un total d'un gruix d'aproximadament de 2,10 metres.
Avui dia, les parets estan intactes a excepció d'un tram destruït en el segle xvi durant la Guerra de Cambrai, i el detall de la construcció continua sent fàcilment visible. Té fins a set diferents tècniques de construcció; es caracteritza per l'alteració dels cursos de maó, i les de pedres de riu barrejada amb el maó pot ser reconegut.
Rocca di Porta Bassano és una de les zones amb més encant del complex fortificat de Ciutadella, ja que és una clara evidència dels instruments de defensa de les portes d'entrada.
La casa del Capitano ('casa del Capità') es troba dins de la Rocca ('fortalesa'), i és objecte de treballs de restauració importants que ha portat a la conclusió de frescos antics que daten de l'època de la Carraresi, Malatesta, Sanseverino i família Borromeo. Es dictarà un recompte històric d'entrada i sortida dels fets ocorreguts entre 1260 i 1600, gairebé la substitució dels documents escrits.
Per tal de donar una millor defensa de la ciutat, les parets originàriament es podien recórrer en diversos nivells amb trinxeres de comunicació, en part de pedra, encara que molts trams eren de fusta o es van realitzar al llarg dels terraplens que corria al llarg de tota la paret.
Les reparacions conservatòries dels merlets, la part més altament deteriorada pel desgast del temps, la custòdia i restauració de la rasa de comunicacions que serpenteja al llarg de les parets a una alçada de 14 metres, a més de la restauració de diversos punts d'ascens amb la construcció d'escales, la construcció d'un ascensor i l'escala de vidre dins de la torre de Porta de Vicenza, les escales, la passarel·la de fusta i el sostre de vidre d'entrada a l'església Torresino, a més de la construcció de la connexió entre la casa del Capità i la torre de porta Bassano, permet gaudir de les antigues rutes, que ofereix al visitant una relectura de les muralles i la ciutat des dels punts preferencials de vista mai abans vists.
Avui en dia la rasa de comunicacions s'ha restaurat el 75% de la seva longitud i es pot caminar al llarg de 3/4. Tot el camí al voltant es pot caminar una vegada que la restauració se'n completi.
La restauració completa del sistema fortificat de Ciutadella finalitzarà els propers anys amb una restauració definitiva de les parets dels sectors nord-est i sud-est i amb la conclusió de les obres que es duen a terme a les portes i torres.